# Стикіні

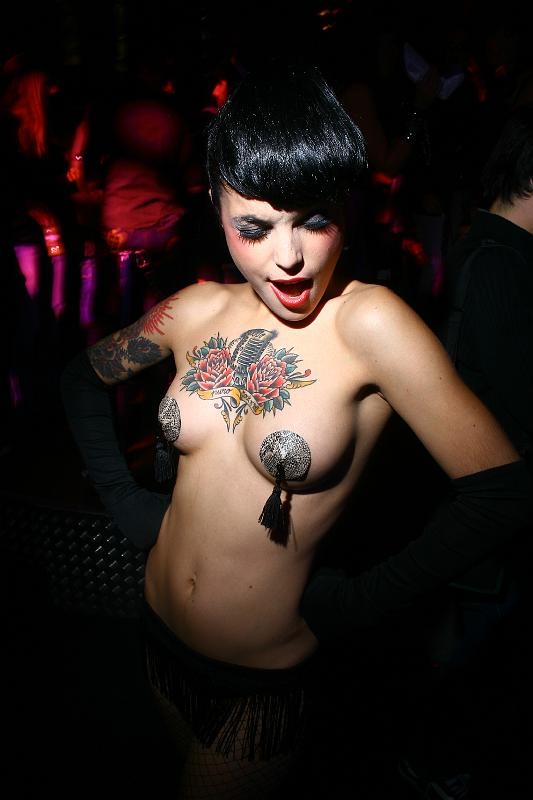
Стикіні

Стикі́ні або пе́стис (англ. stickini, pasties) — наклейки на жіночий сосок, які носяться як з захисною (під час засмагання), так і з декоративною метою (як складова еротичного одягу). Слово «стикіні» утворене від to stick («прилипати») та bikini («бікіні»), а «пестис» являє собою множину від pasty (слово, яким первісно звали один з видів пирога, а потім стали звати наклейку на соску стриптизерки).
Являють собою основу з матеріалу з низькими адгезійними властивостями (силіконізований папір або плівковий синтетичний матеріал) з наклейкою круглої форми, що має проріз, що проходить від центру до краю кола, з матеріалу, що не пропускає УФ-промені.
Користуються стикіні в основному жінки під час засмагання в солярії топлес.
Епідерміс людини під впливом світла з довжиною хвилі приблизно від 280 до 400 нм покривається засмагою. Однак світлове проміння з довжиною хвилі приблизно від 280 до 320 нм (ультрафіолетове), може викликати опіки шкіри.
Деякі ділянки шкіри людини (наприклад, родимки і навколососковий простір) особливо чутливі до впливу УФ-променів, особливо у жінок. Наклейка з непроникного для УФ-проміння матеріалу відповідної форми і розмірів допомагає захистити такі області від впливу УФ-променів і, відповідно, сонячних опіків.